# Alexandre Yersin
Alexandre Emile John Yersin (22. rujna 1863. – 1. ožujka 1943.) bio je francuski (rođen u Švicarskoj) liječnik i bakteriolog.
Zajedno sa Shibasaburo Kitasato, otkrio je bakteriju koja je uzročnik bubonske kuge (Yersinia pestis). Njemu u čast nazvan je rod bakterija Yersinia.